# Kreissparkasse Halle-Wiedenbrück
Die Kreissparkasse Halle-Wiedenbrück ist eine mündelsichere, gemeinnützige Anstalt des öffentlichen Rechts mit Sitz in Rheda-Wiedenbrück. Die Kreissparkasse entstand zum 1. April 2024 aus den Kreissparkassen Halle (Westf.) und Wiedenbrück.

## Geschäftsgebiet und Träger
Träger der Kreissparkasse Halle-Wiedenbrück ist ein Zweckverband, der aus dem Kreis Gütersloh und der Stadt Rheda-Wiedenbrück gebildet wird. Das Geschäftsgebiet liegt im Kreis Gütersloh und umfasst im Einzelnen die Städte Borgholzhausen, Halle (Westf.) und Werther (Westf.) sowie die Gemeinde Steinhagen und die Städte Rheda-Wiedenbrück, Schloß Holte-Stukenbrock und Verl sowie die Gemeinden Herzebrock-Clarholz und Langenberg.

## Organisation
Als Anstalt des öffentlichen Rechts unterliegt die Kreissparkasse Halle-Wiedenbrück dem Sparkassengesetz des Landes Nordrhein-Westfalen. Die zuständige Aufsichtsbehörde ist die Bundesanstalt für Finanzdienstleistungsaufsicht (BaFin) in Bonn. Die Kreissparkasse ist Mitglied im Sparkassenverband Westfalen-Lippe und über diesen dem Deutschen Sparkassen- und Giroverband angeschlossen.

## Geschäftszahlen der Kreissparkasse Halle (Westf.) vor der  Fusion am 1. April 2024
Die Kreissparkasse Halle (Westf.) wies im Geschäftsjahr 2023 eine Bilanzsumme von 1,57 Mrd. Euro aus und verfügte über Kundeneinlagen von 1,23 Mrd. Euro. Sie unterhielt 8 Filialen/Selbstbedienungsstandorte und beschäftigte 183 Mitarbeiter.

## Geschäftszahlen der Kreissparkasse Wiedenbrück vor der  Fusion am 1. April 2024
Die Kreissparkasse Wiedenbrück wies im Geschäftsjahr 2023 eine Bilanzsumme von 3,492 Mrd. Euro aus und verfügte über Kundeneinlagen von 2,89 Mrd. Euro. Sie unterhielt 10 Filialen/Selbstbedienungsstandorte und beschäftigte 323 Mitarbeiter.

## Geschichte
Die Kreissparkasse Halle-Wiedenbrück entstand am 1. April 2024 aus der Fusion der Kreissparkasse Halle (Westf.) mit der Kreissparkasse Wiedenbrück.

### Kreissparkasse Halle
Die Kreissparkasse Halle wurde am 1. Oktober 1856 gegründet. Aus Anlass des 150-jährigen Jubiläums der Sparkasse im Jahr 2006 hat der Historiker Uwe Heckert die Entstehungsgeschichte und die ersten 75 Jahre der Entwicklung in einem Beitrag für das Historische Jahrbuch des Kreises Gütersloh aufgearbeitet.
Im Jahr 1932 erhielt die Kreissparkasse den Status einer selbstständigen Körperschaft des öffentlichen Rechts. Mit der kommunalen Gebietsreform 1973 wurde der neugebildete Kreis Gütersloh Gewährträger der Sparkasse. 1979 erfolgte die Neuordnung der Sparkassen im Kreis Gütersloh. Im Zuge dieser Reform übertrug die Kreissparkasse drei Geschäftsstellen auf die Stadtsparkasse Versmold.
Seit dem Jahr 1939 verfügte die Kreissparkasse über ein eigenes Gebäude an der Kättkenstraße in Halle. Im August 1973 wurde der Neubau der Hauptstelle an der Bahnhofstraße bezogen. Nach Umbau und Erweiterung in den Jahren 1990/1992 wurde der Bau in den Jahren 2010/2011 energetisch saniert und modernisiert. Heute ist die Zentrale in unmittelbarer Nähe zum historischen Rathaus zu einem Treffpunkt im Zentrum der Stadt geworden.

### Kreissparkasse Wiedenbrück
Die Kreissparkasse Wiedenbrück wurde 1855 gegründet und die KSK-Satzung von König Friedrich Wilhelm IV. in Sanssouci unterschrieben. 1934 fusionierte die Kreissparkasse mit der Stadtsparkasse Wiedenbrück, 1943 mit der Stadtsparkasse Rheda.
In den 1970er- und 1980er-Jahren wurden die Geschäftsstellen in den Orten Oelde, Gütersloh und Rietberg an die dort ansässigen Sparkassen (heute Sparkasse Münsterland Ost, Sparkasse Gütersloh-Rietberg-Versmold) abgetreten. 1983 wurde der erste Geldautomat in der Hauptgeschäftsstelle der Kreissparkasse in Wiedenbrück aufgestellt. 1990 gelang es erstmals, eine Bilanzsumme von über einer Milliarde DM zu erzielen: 1.052.600.516,03 DM.